# شرکت گاز مصر
شرکت گاز مصر (انگلیسی: Egyptian Gas Company) شرکت دولتی گاز مصری است، که در سال ۲۰۰۱ تأسیس شد.